# 부신기능부전
부신기능부전(副腎機能不全, 영어: adrenal insufficiency)은 부신이 적절한 양의 스테로이드 호르몬(주로, 코르티솔)을 생산하지 못하는 질병이다. 여기에는 나트륨 보존, 칼슘 분비, 수분 보유를 관장하는 알도스테론(무기질코르티코이드의 하나)의 생산 저하를 포함할 수 있다. 나트륨의 소변 손실로 인하여 염 및 염이 많은 음식을 갈망하는 일이 일반적이다.

## 종류
3개의 주된 유형의 부신기능부전증이 있다:
- 일차성 부신기능부전증
- 이차성 부신기능부전증
- 삼차성 부신기능부전증

## 증상
증상에는 저혈당증, 탈수, 체중 감소, 방향 감각 상실을 포함한다. 추가적인 증상으로는 약화, 피로, 저혈압(서 있을 때 쓰러질 수 있음), 순환허탈, 근통, 메스꺼움, 구토, 설사를 포함한다.

## 같이 보기
- 부신피질
- 부신피질자극호르몬
- 만성피로증후군(CFS)
- 애디슨병
- 쿠싱 증후군
- 갑상선 기능 저하증